# جونيور مورايس (لاعب كرة قدم)
جونيور مورايس (بالبرتغالية: Júnior Morais‏) هو لاعب كرة قدم برازيلي في مركز ظهير ‏، ولد في 22 يوليو 1986 في ساو لويز في البرازيل. لعب مع ستيوا بوخارست وغازي عنتاب سبور ونادي أسترا جورجو ونادي ساو كريستوفاو.

## وصلات خارجية
- جونيور مورايس (لاعب كرة قدم) على موقع الاتحاد الأوربي (الإنجليزية)
- جونيور مورايس (لاعب كرة قدم) على موقع اتحاد تركيا (لاعب) (الإنجليزية)
- جونيور مورايس (لاعب كرة قدم) على موقع قاعدة بيانات كرة القدم.إي يو (الإنجليزية)
- جونيور مورايس (لاعب كرة قدم) على موقع Soccerway.com (الإنجليزية)
- جونيور مورايس (لاعب كرة قدم) على موقع عالم كرة القدم.نت (الإنجليزية)
- جونيور مورايس (لاعب كرة قدم) على موقع AS.com (الإسبانية)